# Ring Lardner
Ringgold Wilmer Lardner (6 de marzo de 1885 - 25 de septiembre de 1933) fue un periodista deportivo y escritor satírico estadounidense.

## Biografía y carrera
Nacido en Niles (Míchigan), Ringgold Lardner era el menor de los nueve hijos de un acomodado matrimonio, Henry y Lena Phillips Lardner. Su nombre provenía del de un primo suyo, y éste a su vez del Almirante Cadwalader Ringgold, militar distinguido. A Ring Lardner nunca le gustó el nombre "Ringgold", por lo que decidió acortarlo a "Ring".
Desde su adolescencia, la mayor ambición de Lardner fue convertirse en cronista deportivo, lo que logró en 1907 al conseguir un puesto en el periódico Inter-Ocean de Chicago. Entre 1910 y 1911 fue editor de The Sporting News en San Luis (Misuri); también era colaborador del Boston American, del Chicago American y de otros periódicos hasta 1919.
Lardner se casó con Ellis Abbott en 1911. Con ella tuvo dos hijos: Ring Lardner, Jr., quien ganó dos Premios Óscar como guionista, y que luego fue incluido durante la Caza de brujas en la lista de los "Diez de Hollywood", y James, que murió en la guerra civil española en la que luchó con las Brigadas Internacionales.
En 1916 Lardner publicó su primer libro de éxito, You Know Me Al ("Ya me conoces, Al"), escrito en forma de cartas de un jugador amateur de béisbol a un amigo. Había sido publicado inicialmente como seis historias separadas pero interrelacionadas en el Saturday Evening Post, por lo que algunos clasifican este libro como colección de relatos, y otros como novela. Como la mayoría de las obras de Lardner, You Know Me Al es una obra satírica, en este caso criticando la estupidez y avaricia de cierto tipo de deportista. "Ring Lardner se veía a sí mismo principalmente como un columnista deportivo cuya obra no sería recordada, y siguió manteniendo esta absurda creencia incluso después de que su primera obra maestra, You Know Me Al, fuera publicada en 1916, atrayéndole la admiración de Virginia Woolf, entre otros escritores serios y nada graciosos", escribió Andrew Ferguson, quien consideraba a esta obra como una de las cinco mejores piezas de la literatura humorística estadounidense.
Después de esta primera obra, Lardner escribió otros relatos conocidos como Haircut ("Corte de pelo"), Some Like Them Cold ("A algunos les gustan frías"), The Golden Honeymoon ("La luna de miel dorada"), Alibi Ike, y A Day in the Life of Conrad Green ("Un día en la vida de Conrad Green"). También siguió escribiendo relatos en la serie de You Know Me Al, en los que el protagonista, el testarudo pero crédulo Jack Keefe, experimentó altos y bajos en su carrera en la liga profesional y en su vida personal. Las cartas del "recluta Keefe" durante la Primera Guerra Mundial se publicaron como un volumen independiente titulado Treat 'Em Rough ("Trátalos duro").
Lardner estuvo toda su vida fascinado con el teatro, aunque su único éxito en este campo fue June Moon, una comedia coescrita con el veterano dramaturgo de Broadway George S. Kaufman. También escribió una serie de obras breves de humor absurdo en las que se burlaba de las convenciones teatrales, utilizando un humor surrealista y acotaciones imposibles tales como "El telón desciende durante siete días para significar el paso de una semana."
Lardner era amigo íntimo de F. Scott Fitzgerald y otros escritores de la Jazz Age. Su editor era Maxwell Perkins, el mismo de Scott Fitzgerald. Lardner nunca escribió una novela, pero es considerado por algunos críticos como uno de los mejores escritores de relatos breves de Estados Unidos. Su última obra sobre baseball fue Lose With a Smile ("Pierde con una sonrisa"), publicada en 1933. Lardner tuvo una influencia sobre Ernest Hemingway, quien en ocasiones firmó sus artículos para el periódico del instituto con el seudónimo de Ring Lardner, Jr. Murió el  25 de septiembre de 1933 a los 48 años, a causa de complicaciones con una tuberculosis.